# Anasaitis morgani
Anasaitis morgani är en spindelart som först beskrevs av George William Peckham och Elizabeth Maria Gifford Peckham 1901.  Anasaitis morgani ingår i släktet Anasaitis och familjen hoppspindlar. Inga underarter finns listade i Catalogue of Life.